# Епархија аустријско-швајцарска
Епархија аустријско-швајцарска (њем. Diözese von Österreich und der Schweiz) је бивша епархија Српске православне цркве.
Надлежни архијереј је био епископ Андреј (Ћилерџић), а сједиште епархије се налазило у Бечу, у Саборна црква Светог Саве у Бечу.

## Историја
Епархија аустријско-швајцарска формирана је одлуком Светог архијерејског сабора Српске православне цркве од 26. маја 2011. године. За епископа администратора постављен је Иринеј (Буловић), епископ бачки.
Одлуком Светог архијерејског сабора од 24. маја 2014. године викарни епископ ремезијански Андреј (Ћилерџић) изабран је за првог епархијског епископа аустријско-швајцарског.
Процјењује се да у Бечу живи 100 хиљада вјерника ове епархије и имају четири цркве.
Арондацијом епархија 2024. године, епархија је подељена на две епархије: аустријску и швајцарску.